# Oxyrhopus formosus
Oxyrhopus formosus é uma cobra neotropical da família Dipsadidae. A sua distribuição não é totalmente compreendida por causa de identificações imprecisas e pela confusão com outras espécies do gênero Oxyrhopus. É encontrada no Brasil, Colômbia e Peru.

## Características
Sua cabeça é totalmente amarela, e os adultos são vermelhos com faixas pretas.